# لنر (كورنوال)
لنر (بالإنجليزية: Lanner, Cornwall)‏ هي قرية، بلدة و أبرشية مدنية تقع في المملكة المتحدة في إنجلترا.  يقدر عدد سكانها بـ 2,690 نسمة .